# Шадрунов, Николай Вениаминович
Николай Вениаминович Шадрунов (4 ноября 1933, дер. Михалково, Северный край — 17 июля 2007, город Ломоносов, Санкт-Петербург) — русский советский писатель, прозаик. Почётный гражданин города Ломоносова.

## Биография
Родился в деревне Михалково (ныне — Грязовецкого района Вологодской области). Окончил Вологодское железнодорожное училище, работал в Прибалтике. Службу в Вооруженных силах СССР проходил в Ломоносове и Кронштадте. С 1956 года жил и работал в городе Ломоносове. Занимал различные должности в морской инженерной службе военно-морского флота (был электромонтажником, электриком по обслуживанию кораблей и т. п.).
В свободное от работы время писал рассказы и повести, печатался в местной прессе. Не имея опубликованных книг, был принят в Союз писателей СССР в 1988 г. по рукописям (что является уникальным случаем). В 1999 году за первый сборник своих произведений «Психи» получил престижную премию русского «ПЕН-клуба» «За честь и свободу» I степени. В 2004 году по инициативе ломоносовской библиотеки № 4 Николаю Шадрунову было присвоено звание почётного гражданина Ломоносова.
Скончался в Ломоносове на 74-м году жизни. Похоронен на Смоленском кладбище Санкт-Петербурга.

## Память
С 2007 года в Библиотеке семейного чтения города Ломоносова 
проходят ежегодные литературные чтения, посвящённые памяти Н. В. Шадрунова.
1 октября 2015 года на углу Еленинской улицы и Манежного спуска открыт памятник Н. В. Шадрунову — «Красная ворона» (скульптор Н. А. Карлыханов).

## Творчество
Произведения Н. В. Шадрунова во многом автобиографичны. Повесть «Медведь» и ряд рассказов посвящены его детству в Вологодской области. Наибольшую известность имеет цикл рассказов «Рамбовиана», посвящённый г. Ломоносову (разг. Рамбов от ижорского названия г. Ломоносова — Рампова). Его герои — простые люди-работяги, которые не прочь выпить и обмануть другого, но при этом вызывающие непреодолимую симпатию к себе своей внутренней честностью, истинной «народностью» характеров. Н. Шадрунов отразил в своих произведениях жизнь людей, которых не принято делать героями в литературе (рамбовские забияки Сега и Петрик, местный дурачок Генка-пулемётчик и т. п.), показал незамысловатую жизнь советского городка-порта 1960—1980-х гг. Бытовые сюжеты рассказов, душевность повествования, естественность безупречного стиля делают творчество Н. В. Шадрунова близким по духу произведениям В. М. Шукшина и В. Г. Распутина.

## Критика и отзывы
Сила его — в абсолютной правдивости. Говорим, что нет продолжателей Шукшину, Астафьеву, Распутину — вот перед нами продолжатель!.. В лице Шадрунова мы имеем писателя не только одаренного (что встречается нередко), но и не приспосабливающегося, правдивого органически — и по воспитанию: он вырос в среде, где ложь не оплачивается. Он правдив всегда, а не «по разрешению».— Валерий Попов

Рассказы Шадрунова, продолжающие добрые традиции сказовой прозы, написанные тем крепким и удивительным в своей красоте русским языком, который в современной прозе встречается довольно редко…— Николай Коняев